# Robert Eadie
Pour les articles homonymes, voir Eadie.
Robert Eadie, né en 1877 à Glasgow et mort en 1954, est un peintre et aquarelliste britannique.

## Biographie
Robert Eadie naît en 1877 à Glasgow. Il étudie à la Glasgow School of Art, à Munich et à Paris. Il expose à la Royal Academy, la Royal Scottish Academy, la Royal Scottish Society of Painters in Watercolour (en), le Royal Glasgow Institute of the Fine Arts et la Aberdeen Artists Society (en). Il illustre The Face of Glasgow (Glasgow, 1939) et The Face of Edinburgh (Glasgow, 1939) de William Power.
Robert Eadie meurt en 1954.